# ريتشارد ألين هنت
ريتشارد ألين هنت (بالإنجليزية: Richard Allen Hunt)‏ هو رياضياتي أمريكي، ولد في 16 يونيو 1937 في سانت لويس في الولايات المتحدة، وتوفي في 22 مارس 2009.